# Walter Ernest Allen
Walter Ernest Allen (1911–1995) – amerykański krytyk i powieściopisarz.

## Dzieła
- Innocence is Drowned, 1938, proza
- Blind Man's Ditch, 1939, proza
- Living Space, 1940, proza
- The Black Country, 1946, proza
- Rogue Elephant, 1946, proza
- Reading a Novel, 1949, nonfiction
- Dead Man Over All Stany Zjednoczone: The Square Peg, 1950, proza
- The English Novel, 1954, nonfiction
- The Novel Today, 1955, nonfiction
- All in a Lifetime, Stany Zjednoczone: Threescore and Ten 1959, proza
- Tradition and Dream, 1964, nonfiction
- As I Walked Down New Grub Street, 1981, nonfiction
- The Short Story in English, 1981, nonfiction
- Accosting Profiles, 1989, proza